# Port lotniczy Parnawa
Port lotniczy Parnawa – lotnisko znajdujące się ok. 4 kilometry od centrum Parnawy. Trzeci co do wielkości port lotniczy Estonii.

## Linie lotnicze i połączenia
| Linia lotnicza | Kierunek              |
| -------------- | --------------------- |
| Nyxair         | Sezonowo: 1. Helsinki |
| Diamond Sky    | Sezonowo: 1. Ruhnu    |